# Bengt Evert Andersson
Bengt Andersson (nascut a Kungsbacka, l'11 d'agost de 1966) és un exfutbolista suec, que jugava com a porter. Va ser 11 vegades internacional amb la selecció del seu país.
En el seu país va jugar a clubs com el Brage o l'Örgryte. També va jugar a la lliga espanyola, a les files del CD Tenerife. Des de 1998 fins a 2008 ha estat el porter titular de l'IFK Göteborg. De fet, és el setè futbolista que més ha jugat a la lliga sueca, i un dels que ho ha fet amb més edat.
Tot i que porter, Andersson també ha llençat penalts, aconseguint un grapat de gols a la lliga sueca.